# かまいたちの夜×3 三日月島事件の真相
『かまいたちの夜×3 三日月島事件の真相』（かまいたちのよるトリプル みかづきじまじけんのしんそう）は、セガから発売されたゲームソフト。2006年7月27日にPlayStation 2用のサウンドノベルとして発売された。

## 概要
前作『かまいたちの夜2 監獄島のわらべ唄』から4年ぶりに発売されたシリーズ三部作の完結編。タイトルの「3」を「トリプル」と読ませるため、3作目という以外にも「3」という数字に様々な意味を持たせている。例えば、本作1本に、前作・前々作・今作と3つのタイトルが収録されていることや、本編の他に「ピンクの栞」・「黒の栞」・「金の栞」と、3つの隠し要素があることなどである。
脚本は我孫子武丸、音楽は羽毛田丈史が担当。プロデューサーは中村光一。前作『かまいたちの夜2』では我孫子はサブシナリオ執筆と監修にとどまり、メインシナリオは田中啓文が担当していたが、本作ではシリーズ完結編ということもあり再び我孫子が筆を揮っている。
セガダイレクト限定販売の『DXパック』には、メーカー予約特典として小説『かまいたちの夜 挟み忘れた栞』の他、置くとグラスが光る「かまいたちの夜に青く怪しく光るグラス敷」、劇中に登場する護符を再現した「ケマルーア彦田の護符」、同じく劇中に登場する香山が経営する店「浪花のど根性焼き」の帳面を再現した「香山さんの忘れ物」が付属。
かまいたちの夜シリーズ30周年を記念して、2024年9月19日にNintendo Switch、PlayStation 4、Steamにて発売された。

## ゲームシステム
本編の「真相編」、本編に準ずる「犯人編」、本編とつながりの薄い「番外編」の3つのシナリオで構成されている。
真相編は、香山誠一・矢島透・久保田俊夫・北野啓子の4人が主人公となり、各々を操作して事件を解決させる。最初に選べるのは香山のみだが、シナリオが進行するにつれて徐々に選択できる主人公が増えていく。選択した主人公の視点で事件を体験でき、各主人公しか知らない事件の情報がプレイすることで分かるようになる。各主人公が選んだ選択肢は、他の主人公の行動にも影響を与えるため、各キャラクターの行動の組み合わせも事件を解決する上で必要となる。
各主人公の行動は、5分刻みの「タイムチャート」によって表示され、既読の時間帯であればタイムチャートを選択することで、時間帯と主人公を切り替えることができる。オートセーブ機能が搭載されていて、選択肢などでは自動的にセーブされる（設定でOFFにすることも可能）。
前2作と異なり、「矢島透」と「小林真理」の名前変更はできなくなった (ただし、前2作の再録シナリオに限り、名前変更することができる)。

## ストーリー
本作は、前作『かまいたちの夜2』のメインシナリオ「わらべ唄篇」のベストエンディングから続く直接の続編となっている。
絶海の孤島、三日月島で起こった前作の惨劇「三日月島事件」は一応の解決はしたものの、直接居合わせた関係者の多くはこの事件の影響で人生を狂わされることとなってしまった。その一人である香山誠一も例外ではなく、喪失感に苛まれることに加え、三日月島の呪いに苦しむ亡き人物の夢を何度も見るようになる。
有名な祈祷師ケマルーア彦田によると、過去に三日月島を統治していた岸猿家の当主、岸猿伊衛門の強い怨念から、島で死んだ者は魂を束縛され成仏できずにいるという。香山は彦田の助言に従い「三日月の館」を修復し、事件の一年後の8月15日に、事件の当事者を集め、浮かばれぬ魂の供養を行うことを決意した。因縁の地で、一同はまたもや奇妙な事件に巻き込まれてゆく。

### シナリオの再録
本作のメインシナリオは、前作・前々作のメインシナリオと密接に関わるため、PlayStation 2版は『かまいたちの夜』と『かまいたちの夜2』のメインシナリオを同時収録している。内容は同一だが、時流に沿って一部文章が改訂されている。
これに伴い、ゲーム開始時に3つのシナリオから選択する。セーブデータはそれぞれ独立しており、連動要素はない。
ペンション“シュプール”編
『かまいたちの夜』の「ミステリー編」にあたるシナリオ。ゲーム中のメニュー画面では「シュプール編」と表記。
本編以外のシナリオに繋がる分岐や一部の選択肢が削除されており、フローチャートではなくスーパーファミコン版と同様の章仕立てとなっている。
監獄島のわらべ唄編
『かまいたちの夜2』の「わらべ唄篇」にあたるシナリオ。ゲーム中のメニュー画面では「わらべ唄編」と表記。
『2』と同じく一度クリアすると番外的なバッドエンドに繋がる選択肢が解放されるが、本編以外のシナリオに繋がる分岐や一部の選択肢・バッドエンドが削除されている。『2』とは違い、フローチャートではなく章仕立てとなっている。
三日月島事件の真相編
本作『かまいたちの夜×3』の本編となるシナリオ。ゲーム中のメニュー画面では「真相編」と表記。
プロローグ後は主人公選択となり、最初は香山しか選択できないが、特定の箇所まで読み進めたり特定のバッドエンドを迎えると徐々に主人公が解禁され、4人の主人公のシナリオをタイムチャートを使ってザッピングしながら読み進めることができる。
特定条件を満たすことでサブストーリーに分岐する。
前2作を未プレイだったり、プレイ済みでも内容をあまり覚えていない場合は、先に前2作のメインシナリオをプレイすることを推奨されている。なお、携帯電話アプリ版は前2作が同サイトで配信されているため、シナリオの再録はない。

### サブストーリー
「真相編」でベストエンディングを迎えた後の隠しシナリオについては、下記のようになる。
ちょっとエッチな番外編
「真相編」にて事件を解決し、ベストエンディングを見ることで「ピンクの栞」が挟まれると出現する。携帯アプリ版では未収録。
主人公選択画面で頬を赤らめた透のピンクの栞を選択すると、プロローグの喫茶店の場面で分岐が発生し、移行することができる。ゲーム中のメニュー画面では「番外編」と表記。
三日月島の迷宮を攻略する、ギャグ的要素の高いシナリオ。「真相編」と異なり主人公は透で固定される。
犯人編
「真相編」で特定のバッドエンドを迎え、かつ「番外編」をクリアすることで「黒の栞」が挟まれると出現する。エンディングリストの画面から特定の箇所を選択すると、「犯人編」に移行することができる。
携帯アプリ版では「真相編」のベストエンディングと特定のバッドエンドを迎えた状態で、特定のタイムチャートを進めると見ることができる。
「真相編」で起こる惨劇の裏側を犯人の視点で見たものとなっており、事件の新たな一面を知ることができる。PS2版では文字フォントが通常とは異なり、読み戻しが不可能となっている。
エピローグ
エンディングリストを全て埋めることで、主人公選択画面の4人全員が金色に染まって「金の栞」が挟まれると出現する。
この状態で「真相編」のベストエンディングに到達すると、それに続く形で追加エピローグが流れる。代わりに、「金の栞」出現前のエンドロールは観られなくなる。

## 登場人物

### 主人公
香山誠一（かやま せいいち）
一番目の主人公。56歳、身長155cm。恰幅が良く、ノリのいい大阪の会社社長。お好み焼きのチェーン店を経営していて金にはがめついが、どこか憎めないところがある。事件の供養のため三日月島を買い取って館を修復し、皆を島に招待する。
矢島透（やじま とおる）
二番目の主人公で、本作に再録された前2作および「番外編」の主人公でもある。22歳、身長172cm。大学生だが、大学が休みの時にペンション「シュプール」で真理を手伝っている。普段は頼りないが、ここ一番では抜群の推理力を発揮する。香山から今回の供養に誘われ、相変わらず友達以上・恋人未満な真理との関係を進展させるために、再び三日月島へと向かう。
童顔で未成年に見え、それゆえ苦労する一面がある。天真爛漫な性格で、空気が読めない言動を度々発し、その度に真理からはキツいツッコミを入れられ、周囲からは冷ややかな目で見られる。助平で健全すぎる性欲の持ち主であり、その様子がすぐ表情に表れる。今作では真理が俊夫のことを異性として意識しているのではないかという嫉妬心に苛まれた心理状態のまま、事件解決に奔走することとなる。特技は声帯模写。
久保田俊夫（くぼた としお）
三番目の主人公。27歳、身長184cm。一人称は前作の「ぼく」から第1作同様の「俺」に変更されている。髪の毛を後ろで縛っているスポーツマン。優しく思いやりのある人物だったが、一年前の事件が原因ですっかり変わってしまい、酒浸りの荒んだ生活を送っていた。妻・みどりの助けになりたいという決意を胸に、真相を掴むため三日月島に向かう。透の空気を読めない言動に度々苛立つものの、前作の透の推理による事件の解決から、彼の観察力、推理力には一目置いている。
コンビニ食の生活が長いせいか、味覚が衰え始めている。心が荒んでいるため、大声を出したり、人が傷付くような一言浮いたセリフを吐いたり、些細なことで激高したりする。
北野啓子（きたの けいこ）
四番目の主人公。20歳、身長155cm。ちょっとドジなところがあるぽっちゃり系のOL。恋愛の悩みを抱えており、想いを伝えるために三日月島での供養に参加する。
食欲旺盛で大食いと早食いの並外れたスキルを持ち、衣類のポケットの中に、スナック菓子を携帯している。爬虫類が苦手。

### 主要人物
小林真理（こばやし まり）
22歳、身長165cm。ロングヘアで明るく健康的な本作のヒロイン。ペンション「シュプール」の若きオーナー。香山に誘われ、透と共に供養のために三日月島を訪れる。
春子（はるこ）
年齢不詳、身長162cm。香山の元妻（現在の苗字は不明）。優しくしっかりとした女性で、料理の腕も良く気立てもいい。実年齢は40代らしいが、見た目は30歳前後にも見える美魔女。
香山に頼まれ、供養の参加者に食事を振舞う料理人として参加する。離婚してもなお、香山のことを想っていることをうかがえる姿が時折垣間見える。人生の先輩として、透にアドバイスをしてくれる。
美樹本洋介（みきもと ようすけ）
33歳、身長180cm。フリーカメラマン。髭面でワイルドな風貌。図面もない三日月の館を修復するため、香山に一年前の写真を提供し、可奈子と共に三日月島に向かう。
ボクシングの経験者で風貌に似合う実力の持ち主。クルーザーを所持しており、その運転技術は俊夫の言葉通り。俊夫とは元々性格が合わない上に彼が精神的に荒んだ状態であるため、衝突を繰り返す。ショタコンの疑いがある。
渡瀬可奈子（わたせ かなこ）
20歳、身長172cm。仕事のできる美人OLだったが、事情により退社後、美樹本の元でアシスタントをしている。OL時代に仲が良かった啓子とは疎遠になっていた。

### その他の人物
久保田みどり（くぼた みどり）
28歳、身長160cm。俊夫の妻で、ポニーテールが特徴の年齢不詳な女性。スポーツ用品店で働いていたが、一年前の事件をきっかけに退職している。
小林二郎（こばやし じろう）
身長165cm。ゲーム『かまいたちの夜』の舞台となったペンション「シュプール」のオーナーだった男性。
小林今日子（こばやし きょうこ）
身長150cm。小林の妻。柔和な女性。
香山夏美（かやま なつみ）
身長160cm。香山の若妻。関西弁でさっぱりした女性。
正岡慎太郎（まさおか しんたろう）
身長170cm。ゲームプロデューサー。キザで調子のいい男性。
村上つとむ（むらかみ つとむ）
身長158cm。作曲家。プライドが高く気難しい男性。
菱田喜代（ひしだ きよ）
身長150cm（背筋を曲げている状態で130cm）。かつて三日月館の管理をしていた老婆。
コートの男
身長不明だが約165cm前後とされる。夏なのに帽子とトレンチコートを着用した見るからに怪しい人物。ゲーム『かまいたちの夜』に登場した田中一郎に似ている。
船長
身長150cm。本土と三日月島を往復している地元の送迎船の船長。岸猿家とゆかりのある三日月の館については良く思っておらず、香山が再建したことに難色を示している。
姫宮麗子（ひめみや れいこ）
身長184cm（ヒールを履いて190cm）、体重85kg。本名、権藤精作（ごんどう せいさく）。ペンション「シュプール」のシェフ。見かけはゴツい大男だがホモセクシャルで、女性のような喋り方をする。有名ホテルで長い間修行をしてきたとあって、料理の腕は抜群。
ケマルーア彦田
河内に住んでいるという祈祷師。占いは良く当たるとの噂で、お祓いの評判も高いらしい。三日月島にかけられたという呪いを解くための祈祷の方法を香山に伝授した。
名前は「我孫子武丸」のアナグラム。前作の「洞窟探検篇」にも会話の中で名前のみ言及されていた。
岸猿伊右衛門（きしざる いえもん）
明治時代に財を成した岸猿家のかつての当主。

## かまいたちの夜 挟み忘れた栞
『かまいたちの夜 挟み忘れた栞』（著・我孫子武丸、セガミステリー文庫、2006年7月27日）
本作予約購入者に特典として贈られた非売品の文庫小説。以下の3本が収録されている。いずれも我孫子武丸が執筆。
〆切り編
我孫子が『かまいたちの夜2』制作時に田中啓文、牧野修にサウンドノベルのシナリオ構造を説明するために書いたゲームブック形式の短編。
〆切り日なのにまだ一行も書けていない小説家・田中と担当のS宮の間で繰り広げられるショートエピソード。田中の友人の作家として牧野と我孫子も登場しているが、実在の人物の名前を借りただけで無関係なフィクションであることが明言されている。
ラブテスター編
我孫子が『かまいたちの夜2』に収録するために書いた「ラブテスター篇」のオリジナル版をゲームブック化したもの。ゲーム版のほとんどのテキストを収録した上で、新たに未公開シーンも追加されているが、過激な表現は編集サイドの自粛により伏字になっている。
透と真理が初めてのデートに行くというエピソード。ゲーム版と同様に男女2人でプレイする形式となっており、チェックシートとラブメーターを使って読み進める。
流れシェフ 姫宮麗子
『かまいたちの夜×3』に登場する姫宮麗子を主人公にした短編小説。
本編開始より以前、麗子が初めてシュプールに訪れ、真理と出会った際のエピソード。

## 攻略本
『かまいたちの夜×3 三日月島事件の真相 完全攻略本』 ISBN 4-924978-51-5 / チュンソフト・編、2006年8月18日
「シュプール編」と「わらべ唄編」も含めた本作の攻略ルートの他、シリーズ3作品の登場キャラクター紹介、スタッフインタビュー、ペンション「クヌルプ」や三日月島の写真集、設定資料や絵コンテ、袋とじとして「ちょっとエッチなイラスト原画」も収録されている。
書き下ろし短編小説として、飯野文彦による『かまいたちの夜×3 Another Story かまいたち殺人』も掲載。可奈子を主人公とした、ゲーム本編とはパラレルのストーリーとなっている。